# Lost Frequencies
Lost Frequencies, de son vrai nom Felix De Laet (né le 30 novembre 1993 à Bruxelles), est un DJ, compositeur et producteur belge de musique électronique. En 2014, son remix du single Are You With Me du chanteur Easton Corbin entre dans de nombreux hit-parades nationaux et atteint la 1re place dans plusieurs pays d'Europe. Il sort son premier album Less Is More, le 21 octobre 2016.

## Biographie
Felix De Laet a étudié au collège Saint-Jean-Berchmans à Bruxelles ainsi qu'au collège Paters Jozefieten à Melle. Il a par la suite entamé un bachelor en sciences économiques à la Solvay Brussels School of Economics and Management (SBS-EM). Ayant des parents musiciens, il apprend le piano et ses frères lui apportent une culture musicale.
Il commence par diffuser de multiples remix non officiels en ligne,. « Je faisais tout chez moi avec un laptop, un casque et un clavier MIDI. Je postais mes tracks sur YouTube et je me suis pris au jeu. » Le succès arrive rapidement avec son remix du single Are You With Me du chanteur Easton Corbin qui entre dans de nombreux hit-parades nationaux et atteint la 1re place en Allemagne, Suisse, Suède, Australie, et Angleterre. Un nouveau single nommé Reality sort en mai 2015. La 2e place du hit-parade en France est rapidement atteinte. Lost Frequencies est signé sur le label Armada d'Armin van Buuren à la suite de son remix de What Is Love, au départ une simple démo postée sur SoundCloud. Il est également soutenu par les équipes de Tomorrowland avec qui il est en contrat : il joue dans ce festival au Brésil puis bénéficie dès l'été 2016 de sa propre scène durant l'édition belge de l'évènement ; l'expérience est d'ailleurs réitérée l'année suivante le dernier week end de juillet. Il est également présent à Coachella, annoncé sur la tournée de Lollapalooza et, partageant la même structure de management, assure la première partie des concerts de Dimitri Vegas & Like Mike en fin d'année à Anvers. Il se fait aussi plus particulièrement connaître en 2016 grâce à son remix de Major Lazer, Cold Water.
Lors de l'Amsterdam Dance Event fin 2016, faisant suite à plusieurs singles, il publie son premier album Less Is More après deux ans de travail. Pas seulement aux sonorités deep house qui le caractérisent jusque-là, l'album est d'inspirations variées, « minimaliste », avec plusieurs titres vocaux tenus par des hommes, et débute par ce qui est prévu théoriquement comme le single suivant, All Or Nothing. Une édition « deluxe », avec les titres en « version plus électronique et club » est prévue. À la fin de l'année suivante, il fonde son label, « Found Frequencies ».
En septembre 2021, il devient le premier artiste solo belge à figurer dans le Top 50 sur Spotify.
Entre fin 2021 et début 2022, Il est le troisième artiste le plus diffusé sur les radios francophones belges, aux côtés d'Angèle et de Stromae ; les trois artistes représentent environ 25% du temps d'antenne total de ces radios, selon Le Soir.
À partir du 1er octobre 2022, il anime entre 20h et 21h un set sur Radio Contact dans l'émission de Mademoiselle Luna[source secondaire nécessaire].

## Style musical
Felix De Laet (Lost Frequencies) et Felix Jaehn, qui ont le même prénom et le même âge, collaborent en 2014 sur le titre Eagle Eyes, attribué à Felix Jaehn. En 2015, à la suite du succès planétaire de son confrère, Felix Jaehn publie seul une variation sur les thèmes de Lost Frequencies, avec le titre Book of Love.
Le courant de deep house qu'ils forment tous deux avec Kygo, Thomas Jack et Matoma est appelé Tropical house,.

## Discographie

### Albums studio
| Titre                                                                           | Détails                                                                         | Positions | Positions | Positions | Positions | Positions |    |
| Titre                                                                           | Détails                                                                         | BEL (FL)  | BEL (WAL) | FRA       | P-B       | SUI       |    |
| ------------------------------------------------------------------------------- | ------------------------------------------------------------------------------- | --------- | --------- | --------- | --------- | --------- | -- |
| Less Is More (en)                                                               | - Sortie: 21 octobre 2016 - Label : Armada - Format: Téléchargement, CD         | 3         | 10        | 108       | 40        | 48        |    |
| Alive and Feeling Fine (en)                                                     | - Sortie: 4 octobre 2019 - Label : Armada - Format: Téléchargement, streaming   | 6         | 13        | —         | 51        | 52        |    |
| All Stand Together                                                              | - Sortie: 10 novembre 2023 - Label : Armada - Format: Téléchargement, streaming | 2         | 6         | 43        | 114       | 67        | 29 |
| « — » signifie que l'album ne s'est pas classé ou n'est pas sorti dans le pays. |                                                                                 |           |           |           |           |           |    |

### Singles

#### Artiste principal
| Année                                                                          | Titre                                                | Positions | Positions | Positions | Positions | Positions | Positions | Positions | Positions | Positions | Positions | Positions | Positions | Certifications | Album                  |
| Année                                                                          | Titre                                                | BEL (FL)  | BEL (WAL) | ALL       | AUS       | AUT       | ESP       | FRA       | ITA       | NOR       | P-B       | R-U       | SUI       | Certifications | Album                  |
| ------------------------------------------------------------------------------ | ---------------------------------------------------- | --------- | --------- | --------- | --------- | --------- | --------- | --------- | --------- | --------- | --------- | --------- | --------- | --- | ---------------------- |
| 2014                                                                           | Are You with Me (featuring Easton Corbin)            | 1         | 2         | 1         | 1         | 1         | 1         | 4         | 13        | 4         | 3         | 1         | 1         | - ARIA: 2× Platine - BEA: 5× Platine - BPI: 2× Platine - BVMI: Diamant - FIMI: 4× Platine - NVPI: Platine - RMNZ: Platine - IFPI NOR: 5× Platine - PROMUSICAE: 2× Platine | Less Is More           |
| 2015                                                                           | Reality (featuring Janieck Devy)                     | 1         | 1         | 1         | 35        | 1         | 2         | 2         | 8         | 5         | 5         | 29        | 2         | - BEA: 3× Platine - ARIA: Or - BVMI: Argent - BVMI: 3× Or - FIMI: 4× Platine - NVPI: 4× Platine - IFPI NOR: 3× Platine - PROMUSICAE: Platine                              | Less Is More           |
| 2016                                                                           | Beautiful Life (featuring Sandro Cavazza)            | 1         | 1         | 50        | —         | 51        | 35        | 39        | —         | —         | 65        | —         | —         | - BEA: 2× Platine - NVPI: Platine | Less Is More           |
| 2016                                                                           | What Is Love 2016                                    | 1         | 12        | 24        | —         | 20        | —         | 92        | —         | —         | 73        | —         | 52        | - BEA: 2× Platine - BVMI: Or | Less Is More           |
| 2017                                                                           | All or Nothing (featuring Axel Ehnström)             | 9         | 13        | —         | —         | —         | —         | —         | —         | —         | —         | —         | —         | - BEA: Platine | Less Is More           |
| 2017                                                                           | Here with You (avec Netsky)                          | 2         | 47        | —         | —         | —         | —         | —         | —         | —         | 76        | —         | —         | - BEA: Platine - NVPI: Or | Less Is More           |
| 2017                                                                           | Crazy (avec Zonderling)                              | 1         | 1         | 13        | —         | 7         | —         | 34        | 15        | —         | 56        | —         | 13        | - BEA: 3× Platine - BVMI: Or - FIMI: 2× Platine - NVPI: Or - SNEP: Or | Alive and Feeling Fine |
| 2018                                                                           | Melody (featuring James Blunt)                       | 7         | 2         | 26        | —         | 19        | —         | 71        | 48        | 39        | —         | —         | 8         | - BEA: Platine - FIMI: Platine | Alive and Feeling Fine |
| 2018                                                                           | Like I Love You (featuring The NGHBRS)               | 5         | 26        | 40        | —         | 36        | —         | 101       | —         | —         | —         | —         | 45        | - BEA: Platine - SNEP: Or | Alive and Feeling Fine |
| 2019                                                                           | Recognise (featuring Flynn)                          | 18        | —         | —         | —         | —         | —         | —         | —         | —         | —         | —         | —         | - BEA: Or | Alive and Feeling Fine |
| 2019                                                                           | Truth Never Lies (featuring Aloe Blacc)              | 35        | —         | —         | —         | —         | —         | —         | —         | —         | —         | —         | —         | | Alive and Feeling Fine |
| 2019                                                                           | Sun Is Shining                                       | 5         | 24        | —         | —         | —         | —         | —         | —         | —         | —         | —         | —         | - BEA: Or | Alive and Feeling Fine |
| 2019                                                                           | Black & Blue (avec Mokita)                           | —         | —         | —         | —         | —         | —         | —         | —         | —         | —         | —         | —         | | Alive and Feeling Fine |
| 2020                                                                           | Sweet Dreams                                         | —         | —         | —         | —         | —         | —         | —         | —         | —         | —         | —         | —         | |                        |
| 2020                                                                           | Beat of My Heart (featuring Love Harder)             | —         | —         | —         | —         | —         | —         | —         | —         | —         | —         | —         | —         | |                        |
| 2020                                                                           | Love to Go (avec Zonderling & Kelvin Jones)          | 6         | 19        | 58        | —         | —         | —         | 16        | —         | —         | 25        | —         | 56        | - BEA: Platine | Cups of Beat           |
| 2020                                                                           | One More Night (featuring Easton Corbin)             | —         | —         | —         | —         | —         | —         | —         | —         | —         | —         | —         | —         | | Cups of Beat           |
| 2020                                                                           | Don't Leave Me Now (avec Mathieu Koss)               | 11        | 18        | —         | —         | —         | —         | —         | —         | —         | 42        | —         | —         | - BEA: Platine | Cups of Beat           |
| 2020                                                                           | You (avec Love Harder featuring Flynn)               | —         | —         | —         | —         | —         | —         | —         | —         | —         | —         | —         | —         | | Cups of Beat           |
| 2021                                                                           | Rise                                                 | 10        | 4         | —         | —         | —         | —         | 69        | —         | —         | 19        | —         | —         | - BEA: 2x Platine - FIMI: Or - IFPI SWI: Platine - SNEP: Or |                        |
| 2021                                                                           | Where Are You Now (avec Calum Scott)                 | 4         | 5         | 5         | 5         | 3         | 85        | 18        | 38        | 9         | 10        | 3         | 2         | - BEA: 3× Platine - ARIA: 5x Platine - BPI: 2x Platine - BVMI: 2x Platine - FIMI: 2× Platine - IFPI AUT: 4x Platine - IFPI SWI: 5× Platine - SNEP: Diamant                | All Stand Together     |
| 2022                                                                           | Questions (avec James Arthur)                        | 13        | 8         | —         | —         | —         | —         | —         | —         | —         | 52        | —         | 87        | - IFPI SWI: Or | All Stand Together     |
| 2022                                                                           | Chemical High                                        | —         | —         | —         | —         | —         | —         | —         | —         | —         | —         | —         | —         | |                        |
| 2022                                                                           | Back to You (avec Elley Duhé & X Ambassadors)        | 10        | 5         | 32        | —         | 42        | —         | —         | —         | —         | 25        | —         | 32        | - IFPI AUT: Or - IFPI SWI: Platine | All Stand Together     |
| 2023                                                                           | The Feeling                                          | 11        | 7         | 45        | —         | 5         | —         | —         | —         | —         | 23        | —         | 23        | - IFPI AUT: Platine - IFPI SWI: Or | All Stand Together     |
| 2023                                                                           | Dive (avec Tom Gregory)                              | 20        | 28        | —         | —         | —         | —         | —         | —         | —         | —         | —         | —         | | All Stand Together     |
| 2023                                                                           | Head Down (avec Bastille)                            | 12        | 20        | 28        | —         | 58        | —         | —         | —         | —         | 35        | 78        | 87        | |                        |
| 2024                                                                           | In My Bones (avec David Kushner)                     | —         | —         | —         | —         | —         | —         | —         | —         | —         | —         | —         | —         | |                        |
| 2024                                                                           | Black Friday (Pretty Like the Sun) (avec Tom Odell)  | 1         | 3         | 23        | —         | 19        | —         | 79        | —         | 40        | 5         | 50        | 5         | |                        |
| 2024                                                                           | Freestyler (Rock the Microphone) (avec Bomfunk MC's) | —         | —         | —         | —         | —         | —         | —         | —         | —         | —         | —         | —         | |                        |
| 2024                                                                           | Love Is the Only Thing                               | 35        | —         | —         | —         | —         | —         | —         | —         | —         | —         | —         | —         | |                        |
| "—" signifie que le single ne s'est pas classé ou n'est pas sorti dans le pays |                                                      |           |           |           |           |           |           |           |           |           |           |           |           | |                        |

#### Artiste en featuring
| Année | Titre                                                         |
| ----- | ------------------------------------------------------------- |
| 2014  | Eagle Eyes (Felix Jaehn featuring Lost Frequencies & Linying) |

### Remixes
- 2014 : Bob Marley - No Woman, No Cry (Lost Frequencies Bootleg)
- 2014 : Moby - In This World (Lost Frequencies Bootleg)
- 2014 : Krono - Liberty City (Lost Frequencies Remix)
- 2014 : Antoine Malye - Paris (Lost Frequencies Remix)
- 2015 :  Alphabet feat. Arc - Anymore (Lost Frequencies Remix)
- 2015 : Y.V.E 48 - All You Need (Lost Frequencies Remix)
- 2015 : Armin van Buuren feat. Sharon den Adel - In And Out Of Love (Lost Frequencies 2.0 Remix)
- 2015 : Dimitri Vegas & Like Mike vs. Ummet Ozcan - The Hum (Lost Frequencies Remix)
- 2015 : Emma Bale - Run (Lost Frequencies Remix)
- 2015 : Lea Rue - Sleep, For The Weak ! (Lost Frequencies Remix)
- 2016 : Major Lazer feat. Justin Bieber & MØ - Cold Water (Lost Frequencies Remix)
- 2017 : Dimitri Vegas & Like Mike vs. Diplo feat. Deb's Daughter - Hey Baby (Lost Frequencies Remix)
- 2017 : Sandro Cavazza - So Much Better (Lost Frequencies Remix)
- 2017 : Alan Walker - Alone (Lost Frequencies Remix)
- 2017 : Miley Cyrus - Malibu (Lost Frequencies Remix)
- 2018 : Girls in Hawaii - Guinea Pig (Lost Frequencies Remix)
- 2018 : Tpauz - Dam Sauz (Lost Frequencies Cut)
- LSD - Thunderclouds (Lost Frequencies Remix)
- 2019 : Moksi feat. Elayna Boynton - Slow Burn (Lost Frequencies Remix)
- 2019 : Estelle feat. Kanye West - American Boy (Lost Frequencies Remix)
- 2019 : Martin Garrix feat. Macklemore & Patrick Stump - Summer Days (Lost Frequencies Remix)
- 2019 : Stromae - Ave Cesaria (Lost Frequencies Remix)
- 2019 : Caterina Caselli - Nessuno Mi Può Giudicare (Lost Frequencies Remix)
- 2019 : The Rasmus - In The Shadows (Lost Frequencies Remake)
- 2019 : Angèle - Flou (Lost Frequencies Remix)
- 2019 : Everyone You Know - She Don't Dance (Lost Frequencies Remix)
- 2020 : Ellie Goulding & Blackbear - Worry About Me (Lost Frequencies Remix)
- 2020 : Martin Solveig & Jax Jones present Europa feat. Raye - Tequila (Lost Frequencies Remix)
- 2020 : Major Lazer feat. Marcus Mumford - Lay Your Head on Me (Lost Frequencies Remix)
- 2020 : Mathame - Never Give Up (Lost Frequencies Remix)
- 2020 : Joachim Pastor feat. Eke - Be Someone (Lost Frequencies Remix)
- 2021 : Twocolors - Bloodstream (Lost Frequencies Remix)
- 2021 : Kungs - Never Going Home (Lost Frequencies Remix)
- 2023 : Pritam & Arijit Singh - Kesariya (Lost Frequencies Remix)
- 2023 : Ed Sheeran - Eyes Closed (Lost Frequencies Remix)
- 2023 : Isak Danielson - Broken (Lost Frequencies Cut)
- 2023 : Orelsan - Jour meilleur (Lost Frequencies Edit)
- 2023 : Lost Frequencies - The Feeling (Lost Frequencies & Andromedik Deluxe Mix)